# Parafia św. Katarzyny i św. Stanisława w Kleczanowie
Parafia św. Katarzyny i św. Stanisława w Kleczanowie - parafia rzymskokatolicka znajdująca się w diecezji sandomierskiej w dekanacie Klimontów. 
Na podstawie monografii ks. Jana Wiśniewskiego parafia istniała już w XI wieku.
Do parafii przynależą: Dobrocice, Kleczanów, Komorna, Międzygórz, Święcica, Zdanów.

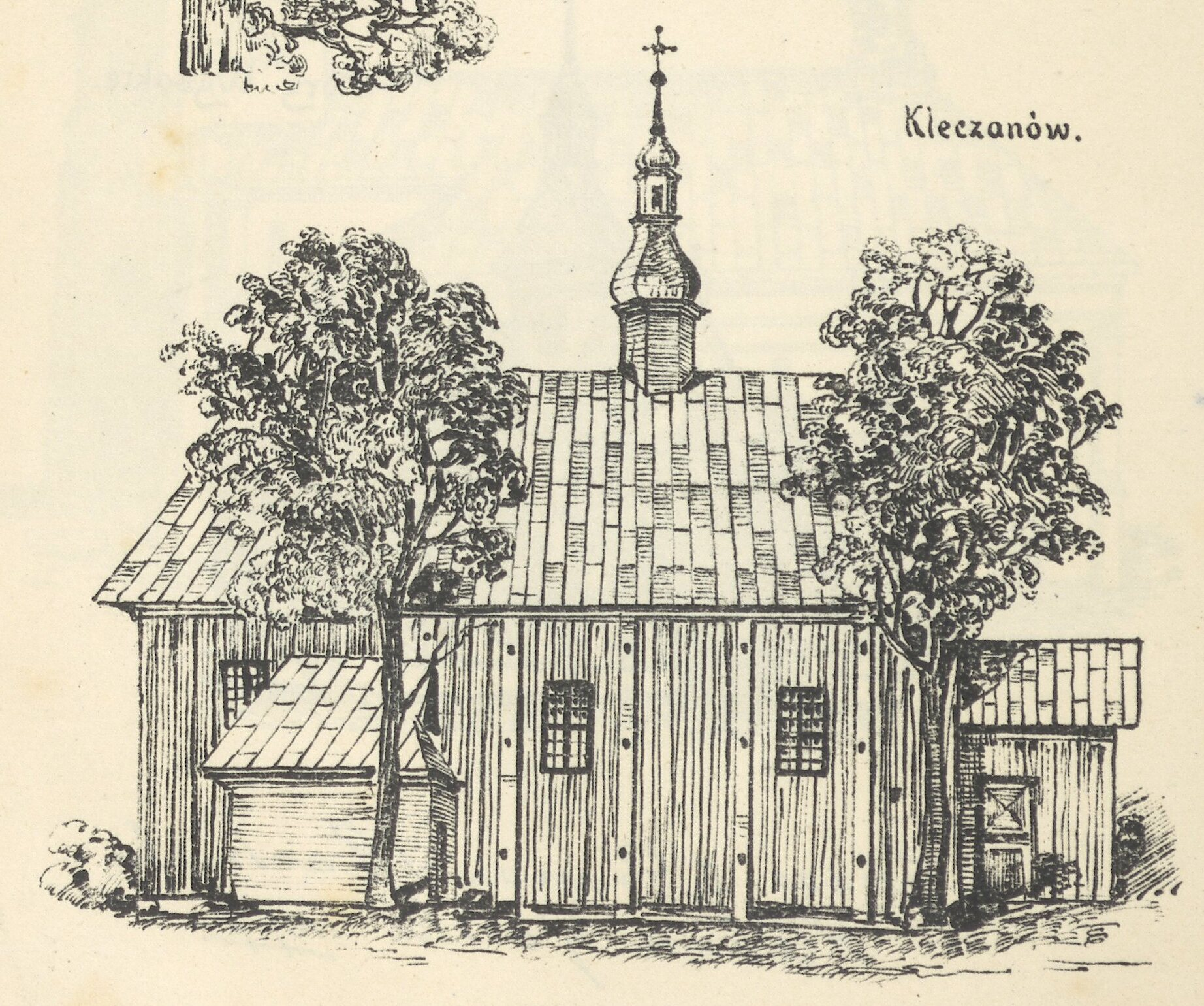
Kościół przed 1915